# Liste des navires de la Royal Navy : U-Z
Cet article contient la liste de tous les noms de bateaux de la Royal Navy dont le nom commence par les lettres  U, V, W, X, Y, et Z.

## Liste

### U
- U1407
- Ufton
- Uganda
- Ulex
- Ullswater
- Ulster Monarch
- Ulster Queen
- Ulster
- Ultimatum
- Ultor
- Ulysses
- Umbra
- Umpire
- Una
- Unbeaten
- Unbending
- Unbridled
- Unbroken
- Undaunted
- Undine
- Ungava
- Unicorn
- Union
- Unique
- Unison
- Unite
- United
- Unity
- Unity II
- Unity III
- Universal
- Unrivalled
- Unruffled
- Unruly
- Unseen
- Unshaken
- Unsparing
- Unswerving
- Untamed
- Untiring
- Upas
- Upholder
- Uppingham
- Upright
- Uproar
- Upshot
- Upstart
- Upton
- Upward
- Urania
- Uranie
- Urchin
- Ure
- Uredd
- Urge
- Urgent
- Ursa
- Ursula
- Urtica
- Usk
- Usurper
- Uther
- Utile
- Utmost
- Utopia
- Utrecht

### V
- Valentine
- Valeur
- Valhalla
- Valiant
- Valkyrie
- Valorous
- Vampire
- Vancouver
- Vanessa
- Vanguard
- Vanity
- Vanneau
- Vanoc
- Vanquisher
- Vansittart
- Vascama
- Vectis
- Vega
- Vehement
- Velox
- Vendetta
- Venerable
- Venetia
- Vengeance
- Venomous
- Venturer
- Venturous
- Venus
- Verbena
- Verdun
- Verity
- Vernon
- Veronica
- Versatile
- Verulam
- Vervain
- Vesper
- Vesta
- Vestal
- Vetch
- Veteran
- Viceroy
- Victor
- Victoria
- Victorious
- Victory
- Vidette
- Vienna
- Vigilant
- Vigo
- Viking
- Vimiera
- Vimy
- Vincejo
- Vindex
- Vindictive
- Violent
- Violet
- Viper
- Virago
- Virginian
- Viscount
- Visenda
- Vittoria
- Vivacious
- Vivid
- Vivien
- Vixen
- Voltaire
- Volunteer
- Vortigern
- Voyager
- Vulcan
- Vulture

### W
- Wager
- Wahine
- Wakeful
- Walker
- Wallflower
- Walney
- Walpole
- Walrus
- Wanderer
- Warren Hastings
- Warrior
- Warspite
- Warwick
- Wasp
- Watchman
- Waterhen
- Waterwitch
- Wave
- Waveney
- Wear
- Weazel
- Weazle
- Welland
- Wellington
- Welshman
- Wem
- Wenslydale
- Wessex
- Westcott
- Western Isles
- Westminster
- Wheatland
- Whelp
- Whimbrel
- Whippingham
- Whirlwind
- Whitby
- Whitehall
- Whitesand Bay
- Whiting
- Whitley
- Whitshed
- Wild Goose
- Wild Swan
- Wilhelmina
- William & Mary
- Willowherb
- Wilton
- Winchelsea
- Winchester
- Windflower
- Windsor
- Wintringham
- Wishart
- Wistaria
- Wiston
- Witch
- Witherington
- Wivenhoe
- Wivern
- Wizard
- Woldingham
- Wolf
- Wolfhound
- Wolsey
- Wolverine
- Woodbridge Haven
- Woodcock
- Woodlark
- Woodpecker
- Woodruff
- Woolston
- Woolwich
- Worcester
- Worthing
- Wrangler
- Wren
- Wrenn
- Wrentham
- Wrestler
- Wryneck
- Wulastock
- Wyandra
- Wye
- Wyvern

### X
- X1
- X2
- X51
- X52
- X53
- X54
- Xenophon

### Y
- Yarmouth
- Yarmouth II
- Yarnton
- Yarra
- Yaxham
- Yealmpton
- Yellowknife
- Yeoman
- Yeovil
- York Castle
- York
- Young Hebe
- Young Hoblin
- Young King
- Young Lady
- Young Lion
- Young Prince
- Young Shish
- Young Spragge
- Ypres
- Yukon

### Z
- Z4
- Z5
- Z6
- Z7
- Z8
- Z10
- Z30
- Z38
- Zambesi
- Zanzibar
- Zealandia
- Zealand
- Zealous
- Zebra
- Zeebrugge
- Zenith
- Zenobia
- Zephyr
- Zest
- Zetland
- Zingarella
- Zinnia
- Zodiac
- Zubian
- Zulu